# Tholiané
Tholiané jsou fiktivní rasa ze seriálu Star Trek. Jedná se o teritoriální, technicky vyspělou rasu nehumanoidního vzhledu.

## Původ, vzhled a kultura
Tholiané pochází z planety Tholia a jsou členy Tholianského shromáždění, které se nachází v Kvadrantu Alfa blízko území Cardassijské unie a Telarianské republiky. Jsou stejně vysocí jako lidé, ale jinak se v žádném ohledu nepodobají: mají červeně zbarvené krystalické tělo, dvě ruce a šest nohou. Navíc je pro ně přirozená teplota 207 °C, což vede k domněnce, že Tholia a všechny planety, na kterých žijí, nejsou třídy M, ale třídy N. Smrtelná je pro ně teplota nižší než 107 °C. Tholiané jsou hermafroditi, mají samčí i samičí pohlavní orgány. Jejich řeč je plná skřeků a pískání, podobně jako u delfínů. Mají také velmi vyvinuté teritoriální cítění, smysl pro dochvilnost, přesnost a nesnáší klamavé jednání. Podle neověřených informací mají kolektivní myšlení (jako Borgové).

## Technologie
V porovnání s Hvězdnou flotilou mají vyspělejší technologii. Jejich lodě jsou malé a jednomístné, jsou vybaveny stejnými zbraněmi jako plavidla Flotily, ale kromě toho mají schopnost vytvořit energetickou síť; čím více lodí, tím rychleji je „upletena“ (epizody V zemi za zrcadlem a Síť Tholianů). Touto sítí není možné proletět, jinak hrozí zničení lodi. Tholiané se aktivně zajímají o cestování časem. V obou vesmírech (tom našem i zrcadlovém) se snaží získat technologie z budoucnosti a využít je k vlastním cílům.

## Historie
- První kontakt s lidmi byl zaznamenán v roce 2152 v průběhu časové studené války. Jejich rychlé lodě ve tvaru šipky nejprve vyřadili vulkánskou loď Tal'Kir, poté sulibanské stíhačky a nakonec přenesli na svou loď člun z budoucnosti, o který jim šlo celou dobu (díl Čas budoucí).
- Roku 2268 napadl komandér Loskene loď USS Enterprise kapitána Kirka, který se snažila najít zmizelý USS Defiant a pronikl přitom na území Tholianské federace, předchůdce Tholianského shromáždění (díl Síť Tholianů).
- V roce 2353 napadli Tholiané základnu Federace a zabili celou její posádku, kromě Kylea Rikera, otce Williama Rikera (epizoda Faktor Ikarus). Frekvence Tholianských útoků tak přinutila vedení flotily zahrnout do bojových simulací i napadení Tholiany (díl Špičkový výkon).
- V druhé polovině 24. století napětí povoluje, Tholianský vyslanec roku 2371 dokonce navštěvuje stanici stanici Deep Space Nine (díl Defiant).
- Roku 2372 se tholianský pozorovatel účastní konference v Antverpách. O rok později, těsně před vypuknutím války s Dominionem, s nimi Tholiané uzavírají dohodu o neútočení. Diplomatické styky s Romulany navázány roku 2379 (Star Trek: Nemesis).